# Kristoffersson Motorsport
El Kristoffersson Motorsport es un equipo sueco de carreras de autos. El equipo compite en el Campeonato Mundial de Rallycross de la FIA y en el Campeonato Sueco de Turismos. 
El equipo ha competido bajo varios nombres patrocinados, como Team Biogas.se, Volkswagen Dealer Team KMS, Volkswagen Team Sweden, Volkswagen RX Sweden y PSRX Volkswagen Sweden este último siendo la unión del equipo con el Petter Solberg World RX Team propiedad del Campeón Mundial de Rallys y bicampeón de la categoría Petter Solberg, sociedad que duró hasta la temporada 2018.

## Historia

### Como Volkswagen Dealer Team KMS/Volkswagen Team Sweden
En 2013, Johan Kristoffersson y Pontus Tidemand entraron en la ronda sueca del Campeonato de Europa de Rallycross de la FIA 2013 con un Volkswagen Scirocco.
En 2014, Kristoffersson pilotó un Volkswagen Polo en tres rondas del Campeonato de Europa de Rallycross de la FIA, ganando una carrera, así como cuatro rondas del Campeonato Mundial de Rallycross de la FIA. Además, Ole Christian Veiby ingresó en dos rondas del WRX y una ronda del ERX.
En 2015, el Volkswagen Team Sweden fue uno de los dos equipos oficialmente apoyados por Volkswagen Motorsport en el Campeonato Mundial de Rallycross de la FIA junto con el Marklund Motorsport. Johan Kristoffersson terminó tercero, y Tord Linnerud terminó 14º. Ole Christian Veiby terminó tercero en el Campeonato de Europa de Rallycross, y entró en una ronda del WRX.
Kristoffersson y Marklund combinaron sus equipos para participar en la temporada 2016 del Campeonato Mundial de Rallycross bajo la el nombre de Volkswagen RX Sweden. Johan Kristoffersson fue subcampeón, mientras que Anton Marklund terminó 13º.
Tommy Kristoffersson firmó una asociación con el equipo de Petter Solberg para la temporada 2017 del Campeonato Mundial de Rallycross, bajo el nombre de PSRX Volkswagen Sweden y teniendo su sede en la ciudad de Torsby en la Provincia de Värmland, Suecia.

### Como PSRX Volkswagen Sweden
Este nuevo equipo ha recibido el apoyo oficial de Volkswagen desde 2017, tras la terminación del programa WRC por parte del fabricante alemán en 2016. El equipo nació de la fusión entre la estructura de Petter Solberg y el equipo Volkswagen Team Sweden (anteriormente Kristoffersson Motorsport). 
El noruego Petter Solberg y el sueco Johan Kristoffersson son los pilotos del equipo. El Volkswagen Polo utilizado por el equipo es una versión adaptada al rallycross del Volkswagen Polo WRC, con un motor que desarrolla más de 600cv y diferenciales simplemente mecánicos.

## Resultados

### Resultados en el Campeonato Europeo de Rallycross

#### Supercar
| Año  | Equipo                     | Auto                | N.º | Piloto               | 1     | 2     | 3       | 4     | 5      | 6   | 7   | 8   | 9   | ERX  | Pts |
| ---- | -------------------------- | ------------------- | --- | -------------------- | ----- | ----- | ------- | ----- | ------ | --- | --- | --- | --- | ---- | --- |
| 2013 | Volkswagen Dealer Team KMS | Volkswagen Scirocco | 61  | Johan Kristoffersson | GBR   | POR   | FRA     | NOR   | SWE 10 | BEL | NED | AUT | POL | 28º  | 11  |
| 2013 | Volkswagen Dealer Team KMS | Volkswagen Scirocco | 62  | Pontus Tidemand      | GBR   | POR   | FRA     | NOR   | SWE 26 | BEL | NED | AUT | POL | 45.º | 0   |
| 2014 | Volkswagen Dealer Team KMS | Volkswagen Polo     | 52  | Ole Christian Veiby  | GBR   | NOR   | BEL 10  | GER   | ITA    |     |     |     |     | 29º  | 7   |
| 2014 | Volkswagen Dealer Team KMS | Volkswagen Polo     | 53  | Johan Kristoffersson | GBR   | NOR   | BEL DSQ | GER 3 | ITA 1  |     |     |     |     | 8º   | 30  |
| 2015 | Volkswagen Team Sweden     | Volkswagen Polo     | 52  | Ole Christian Veiby  | BEL 2 | GER 7 | NOR 18  | BAR 1 | ITA 3  |     |     |     |     | 3º   | 86  |

### Resultados en el Campeonato Mundial de Rallycross

#### Supercar
| Año  | Equipo                     | Auto                | N.º | Piloto               | 1      | 2      | 3      | 4      | 5      | 6      | 7      | 8      | 9      | 10     | 11     | 12     | 13     | C.P. | Pts | C.E. | Pts |
| ---- | -------------------------- | ------------------- | --- | -------------------- | ------ | ------ | ------ | ------ | ------ | ------ | ------ | ------ | ------ | ------ | ------ | ------ | ------ | ---- | --- | ---- | --- |
| 2014 | Volkswagen Dealer Team KMS | Volkswagen Polo     | 52  | Ole Christian Veiby  | POR    | GBR    | NOR    | FIN    | SWE 21 | BEL 19 | CAN    | FRA    | GER    | ITA    | TUR    | ARG    |        | NC   | 0   | N/A  | N/A |
| 2014 | Volkswagen Dealer Team KMS | Volkswagen Polo     | 53  | Johan Kristoffersson | POR    | GBR    | NOR    | FIN    | SWE 20 | BEL 3  | CAN    | FRA    | GER 8  | ITA 5  | TUR    | ARG    |        | 15º  | 33  | N/A  | N/A |
| 2015 | Volkswagen Team Sweden     | Volkswagen Polo     | 3   | Johan Kristoffersson | POR 1  | HOC 8  | BEL 7  | GBR 3  | GER 4  | SWE 11 | CAN 11 | NOR 10 | FRA 4  | BAR 2  | TUR 3  | ITA 2  | ARG 13 | 3º   | 234 | 4º   | 291 |
| 2015 | Volkswagen Team Sweden     | Volkswagen Polo     | 52  | Ole Christian Veiby  | POR    | HOC    | BEL    | GBR    | GER    | SWE 9  | CAN    | NOR    | FRA    | BAR    | TUR    | ITA    | ARG 10 | 19º  | 19  | 4º   | 291 |
| 2015 | Volkswagen Team Sweden     | Volkswagen Polo     | 99  | Tord Linnerud        | POR 16 | HOC 11 | BEL 12 | GBR 9  | GER 5  | SWE 21 | CAN 20 | NOR 15 | FRA 18 | BAR 12 | TUR 11 | ITA 11 | ARG    | 14º  | 49  | 4º   | 291 |
| 2016 | Volkswagen RX Sweden       | Volkswagen Polo     | 3   | Johan Kristoffersson | POR 6  | HOC 7  | BEL 6  | GBR 12 | NOR 7  | SWE 5  | CAN 3  | FRA 1  | BAR 6  | LAT 5  | GER 6  | ARG 2  |        | 2º   | 240 | 3º   | 316 |
| 2016 | Volkswagen RX Sweden       | Volkswagen Polo     | 92  | Anton Marklund       | POR 9  | HOC 15 | BEL 4  | GBR 9  | NOR 15 | SWE 4  | CAN 6  | FRA 18 | BAR 14 | LAT 15 | GER 15 | ARG 11 |        | 13º  | 76  | 3º   | 316 |
| 2016 | Volkswagen RX Sweden       | Volkswagen Polo     | 34  | Tanner Foust         | POR    | HOC    | BEL    | GBR 22 | NOR    | SWE    | CAN    | FRA    | BAR    | LAT    | GER 18 | ARG    |        | 29º  | 0   | N/A  | N/A |
| 2017 | PSRX Volkswagen Sweden     | Volkswagen Polo GTI | 3   | Johan Kristoffersson | BAR 6  | POR 3  | HOC 2  | BEL 1  | GBR 2  | NOR 1  | SWE 1  | CAN 1  | FRA 1  | LAT 1  | GER 7  | RSA 1  |        | 1º   | 316 | 1º   | 544 |
| 2017 | PSRX Volkswagen Sweden     | Volkswagen Polo GTI | 11  | Petter Solberg       | BAR 4  | POR 6  | HOC 4  | BEL 3  | GBR 1  | NOR 7  | SWE 7  | CAN 2  | FRA 5  | LAT 7  | GER 4  | RSA 4  |        | 3º   | 252 | 1º   | 544 |
| 2017 | PSRX Volkswagen Sweden     | Volkswagen Polo GTI | 94  | Dieter Depping       | BAR    | POR    | HOC    | BEL    | GBR    | NOR    | SWE    | CAN    | FRA    | LAT    | GER 16 | RSA    |        | 26º  | 1   | 1º   | 544 |
| 2018 | PSRX Volkswagen Sweden     | Volkswagen Polo R   | 1   | Johan Kristoffersson | BAR 1  | POR 1  | BEL 5  | GBR 1  | NOR 1  | SWE 1  | CAN 1  | FRA 1  | LAT 1  | USA 1  | GER 1  | RSA 1  |        | 1º   | 341 | 1º   | 568 |
| 2018 | PSRX Volkswagen Sweden     | Volkswagen Polo R   | 11  | Petter Solberg       | BAR 5  | POR 3  | BEL 2  | GBR 12 | NOR 3  | SWE 7  | CAN 5  | FRA 3  | LAT 7  | USA 2  | GER 5  | RSA 5  |        | 5º   | 227 | 1º   | 568 |
| 2020 | Kristoffersson Motorsport  | Volkswagen Polo R   | 3   | Johan Kristoffersson | SWE 1  | SWE 3  | FIN 1  | FIN 4  | LAT 1  | LAT 2  | BAR 2  | BAR 1  |        |        |        |        |        | 1.º  | 219 | N/A  | N/A |

- * Temporada en curso.